# Jean Tarride
Jean Tarride (15 de marzo de 1901 – 5 de junio de 1980) fue un director y actor cinematográfico de nacionalidad francesa.

## Biografía
Su nombre completo era Jean Abel Robert Tarride, y nació en París, Francia. Su hermano fue el también actor Jacques Tarride. Sus padres eran el dramaturgo Abel Tarride y la comediante Marthe Régnier.
Tras su debut como actor, puso en escena tres cortometrajes, y a partir de 1930 dirigió casi una docena de filmes, entre los que destacan L'Homme qui assassina, con Jean Angelo y Marie Bell (1930); Le Chien jaune, basado en una novela de Georges Simenon, y en el cual su padre hacía el papel del comisario Jules Maigret (1932); Adémaï aviateur, con Noël-Noël y Fernandel (1933); Tovaritch (como codirector), con André Lefaur y Pierre Renoir (1935). Su última cinta, Le mort ne reçoit plus, se estrenó en 1944.
Jean Tarride falleció en Neuilly-sur-Seine, en 1980.

## Filmografía
Como actor
- 1921: La Belle Dame sans merc, de Germaine Dulac
- 1939: Hercule
- 1939: La Famille Duraton
- 1943: Après l'orage, de Pierre-Jean Ducis

Como director
- 1929: La route est belle (ayudante)
- 1930: L'Homme qui assassina
- 1931: Radio Follies
- 1932: Seul
- 1932: Prisonnier de mon cœur
- 1932: Le Chien jaune
- 1933: Étienne
- 1933: Adémaï aviateur
- 1934: Le Voyage de Monsieur Perrichon
- 1935: Tovaritch
- 1944: Le mort ne reçoit plus